# Wikipedia în erzeană
Wikipedia în erzeană (în erzeană Эрзянь Википедия) este versiunea în limba erzeană a enciclopediei online Wikipedia. A fost lansată la 26 mai 2008, fiind găzduită anterior în incubatorul Wikimedia.
La sfârșitul lunii aprilie 2020, versiunea erzeană conținea 5.964 de articole, clasându-se pe locul 173 după numărul de articole printre toate versiunile Wikipediei. La aceeași dată, la Wikipedia în erzeană erau înregistrați 9.739 de utilizatori, dintre care trei administratori. Un total de 27 de utilizatori erau activi (cu câte cel puțin o modificare în ultimele 30 de zile). Paginile site-ului au fost modificate de 119.448 de ori în total.

## Istorie
Proiectul a fost inițiat în iulie 2007 de Andrei Surikov, membru al versiunii în limba rusă a Wikipediei, locuitor al Moscovei. Din grupul de inițiativă au mai făcut parte și lingvistul american Jack Ruther, profesor de erzeană în Finlanda, jurnalistul Andrei Petrov din Sankt Petersburg și programatorul Mihail Stepcenko din Ulianovsk.
La 19 februarie 2008, comitetul lingvistic al Wikipedia a recunoscut oficial Wikipedia erziană. După aceea, timp de 4 luni, pe noul site au fost transferate informațiile de la incubator, fiind verificată autenticitatea articolelor. Proiectul a fost lansat oficial la myv.wikipedia.org, la 26 mai 2008. În aceeași zi au fost lansate și versiunile mokșană și iakută, alte două limbi minoritare vorbite pe teritoriul Federației Ruse.
Pentru primele șase luni, administratori versiunii erzene au fost aleși Surikov, Ruther și Petrov.
La 16 mai 2015, numărul de articole a depășit cifra de 2.000. La 11 octombrie 2017 a fost depășit pragul de 4.000 de articole. Utilizatorul Ilia Vsioravnov a opinat:
„Se resimte insuficiența resurselor umane. Versiunea este ținută în viață de o mână de oameni. În contrast, Wikipedia în limba veps, care aproape că nu are vorbitori, are de două ori mai multe articole. E greu de spus care ar fi cauza, dar se pare că erzenii nu manifestă suficientă solidaritate, nici măcar în proiectele online.”